# أيدع أومبت
أيدع أومبت أو أمبيت  (الاسم العلمي: Dracaena ombet) هي نوع من النباتات تتبع جنس الدراسينا من الفصيلة الهليونية.